# Shane Mackinlay

Wappen von Shane Mackinlay als Bischof von Sandhurst

Shane Anthony Mackinlay (* 5. Juni 1965 in Brunswick) ist ein australischer Geistlicher und ernannter römisch-katholischer Erzbischof von Brisbane.

## Leben
Shane Mackinlay besuchte die Wellington Primary School in Mulgrave und die Villa Maria Primary School in Ballarat sowie das St. Patrick’s College. 1983 trat Mackinlay in das Priesterseminar Corpus Christi ein und begann am Melbourne College of Divinity das Studium der Katholischen Theologie und Philosophie. Zudem erwarb er an der Monash University einen Abschluss im Fach Physik. Bischof Ronald Austin Mulkearns spendete ihm am 7. September 1990 in der St.-Patrick’s-Cathedral von Ballarat die Diakonenweihe und am 6. September 1991 in der St.-Alipius-Church in East-Ballarat das Sakrament der Priesterweihe für das Bistum Ballarat.
Am 23. Juli 2019 ernannte ihn Papst Franziskus zum Bischof von Sandhurst. Der Erzbischof von Melbourne, Peter Comensoli, spendete ihm am 16. Oktober desselben Jahres in der Kathedrale des Bistums Sandhurst in Bendigo die Bischofsweihe. Mitkonsekratoren waren sein Amtsvorgänger Leslie Rogers Tomlinson und der Bischof von Ballarat, Paul Bird CSsR. Sein Wahlspruch lautet That they may have life (deutsch: Damit sie das Leben haben Joh 10,10 ). Er war Vizepräsident des fünften australischen Plenarkonzils und internationaler Beobachter des deutschen synodalen Weges. Er war Teilnehmer an der Bischofssynode zur Synodalität und Mitglied im Redaktionsteam deren Schlussdokuments.
Papst Leo XIV. ernannte ihn am 18. Juni 2025 zum Erzbischof von Brisbane. Die Amtseinführung ist für den 11. September 2025 vorgesehen.